# هنریک دام
هنریک کارل پیتر دام (به دانمارکی: Carl peter henrik Dam) (زاده ۲۱ فوریه ۱۸۹۵- درگذشته ۱۷ آوریل ۱۹۷۶) زیست‌شناس و شیمیدان برنده جایزه نوبل پزشکی۱۹۴۳ از دانمارک می‌باشد.
دام در موسسه پلی تکنیک کپنهاگ درس خواند و در همانجا و در سال۱۹۲۰ موفق به کسب مدرک کارشناسی گردید. دکترایش را در رشته بیوشیمی و در سال۱۹۳۴ از دانشگاه کپنهاگ دریافت کرد. وی در سال۱۹۴۰ به آمریکا رفت و در دانشگاه راچستر نیویورک مشغول به تدریس شد. او بعدها به عنوان استاد بیوشیمی به موسسه پلی تکنیک کپنهاگ بازگشت. وی و ادوارد آدلبرت دویزی به طور مستقل موفق به کشف ویتامین کا شدند. این دو نفر جایزه نوبل مشترک پزشکی ۱۹۴۳ را تصاحب کردند.